# Antonius Marinus Franciscus Freijters

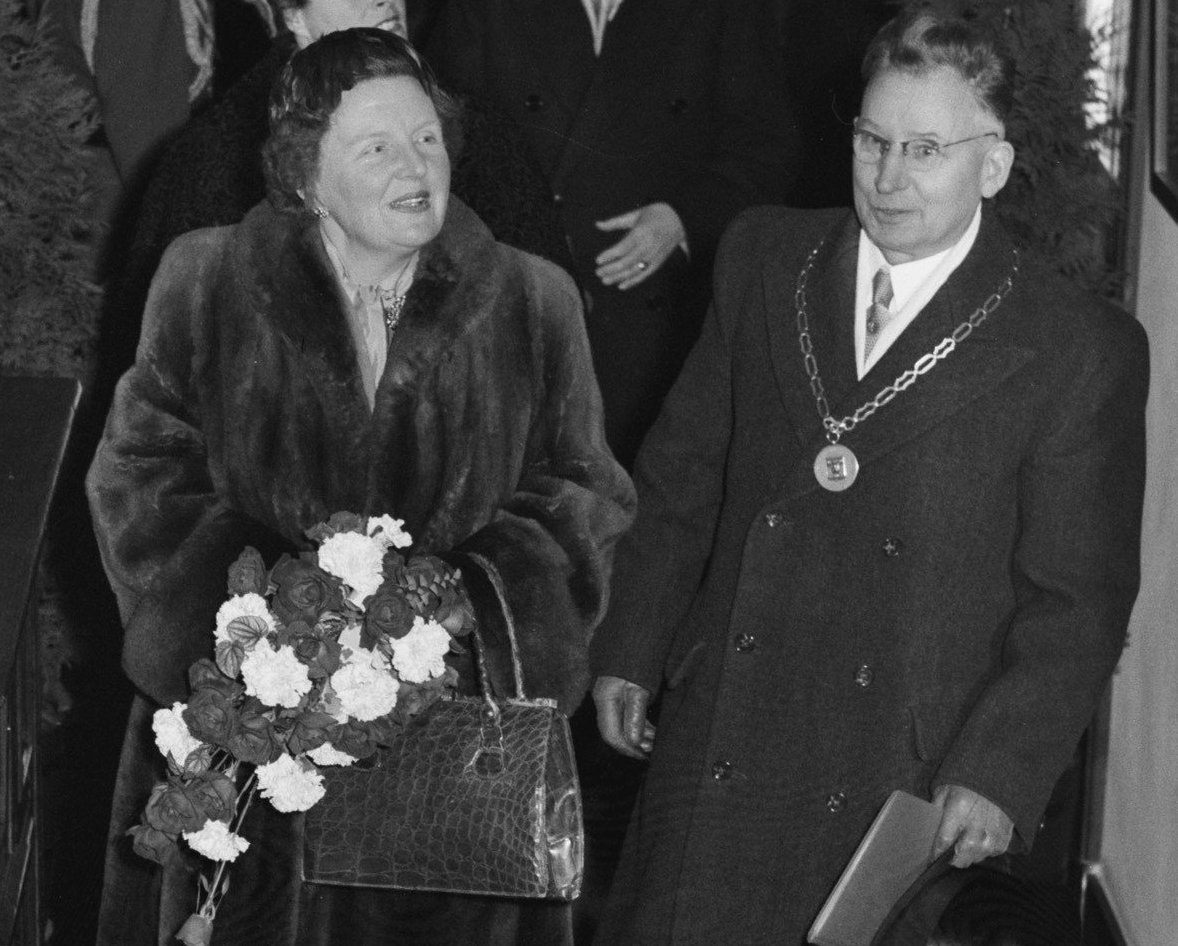
Koningin Juliana en burgemeester A.M.F. Freijters (1955)

Antonius Marinus Franciscus Freijters (Roosendaal en Nispen, 10 september 1894 – aldaar, 25 juli 1969) was een Nederlands politicus.
Hij werd geboren als zoon van brievenbesteller Johannes Cornelis Freijters (1854-1934) en Johanna Jacoba de Bruijn (1857-1942). Toen hij in 1923 trouwde was hij commies ter gemeentesecretarie. Hij volgde in 1941 A.A. Rademakers (vader van Fons Rademakers) op als gemeentesecretaris van Roosendaal en Nispen. In 1948 werd Freijters daar benoemd werd tot burgemeester. Hij zou die functie tot zijn pensionering in 1959 blijven vervullen.
Freijters trouwde in 1923 met Marie Henriette Catherine Schils (1897-1980), met wie hij acht kinderen kreeg; een dochter overleed in 1956 op 16-jarige leeftijd. Hij overleed in 1969 op 74-jarige leeftijd.